# Misionella carajas
Misionella carajas – gatunek pająka z rodziny Filistatidae.
Gatunek ten opisany został w 2016 roku przez A.D. Brescovita, I.F.L. Magalhaesa i I. Cizauskasa.
Samice osiągają od 4,2 do 6,8 mm, a samce od 3 do 4,2 mm długości ciała. Ma pomarańczowobrązowy karapaks z czarnymi: okolicą oczną, brzegami bocznymi i poprzecznym rowkiem. Szczękoczułki, warga dolna, sternum, nogogłaszczki i odnóża ma pomarańczowe. Opistosoma jest z wierzchu czarna, a od spodu szarawa. Samcze nogogłaszczki charakteryzuje cymbium dwukrotnie krótsze od goleni, kulistawy bulbus, wydłużony embolus oraz blaszka paraemboliczna krótsza niż u M. aikewara i węższa niż u M. pallida. Samica ma krótkie i niezakrzywione spermateki.
Pająk neotropikalny, znany tylko z jaskiń rejonu Flona de Carajás w brazylijskim stanie Pará.